# Football aux Jeux olympiques d'été de 1992
Navigation
Séoul 1988 Atlanta 1996
Le football est un des vingt-trois sports officiels aux Jeux olympiques de 1992. Il n’y a pas de compétition féminine et la compétition masculine comprend quatre groupes de quatre équipes au premier tour, suivi de quarts de finale, demi-finales et finales du 24 juillet au 8 août 1992. Les matchs sont joués dans cinq stades dans cinq villes espagnoles.

## Stades
Six stades ont été retenus pour organiser cette compétition :
| Barcelone                                           | Barcelone                                                 | Valence                                                   |
| --------------------------------------------------- | --------------------------------------------------------- | --------------------------------------------------------- |
| Camp Nou                                            | Stade de Sarrià                                           | Stade de Mestalla                                         |
| 100 000 places                                      | 42 000 places                                             | 50 000 places                                             |
|                                                     |                                                           |                                                           |
| Sabadell                                            | \| Camp Nou Sarrià Mestalla Nova Creu Alta La Romareda \| | \| Camp Nou Sarrià Mestalla Nova Creu Alta La Romareda \| |
| Stade de la Nova Creu Alta                          | \| Camp Nou Sarrià Mestalla Nova Creu Alta La Romareda \| | \| Camp Nou Sarrià Mestalla Nova Creu Alta La Romareda \| |
| 16 000 places                                       | \| Camp Nou Sarrià Mestalla Nova Creu Alta La Romareda \| | \| Camp Nou Sarrià Mestalla Nova Creu Alta La Romareda \| |
|                                                     | \| Camp Nou Sarrià Mestalla Nova Creu Alta La Romareda \| | \| Camp Nou Sarrià Mestalla Nova Creu Alta La Romareda \| |
| Saragosse                                           | \| Camp Nou Sarrià Mestalla Nova Creu Alta La Romareda \| | \| Camp Nou Sarrià Mestalla Nova Creu Alta La Romareda \| |
| Stade de La Romareda                                | \| Camp Nou Sarrià Mestalla Nova Creu Alta La Romareda \| | \| Camp Nou Sarrià Mestalla Nova Creu Alta La Romareda \| |
| 43 001 places                                       | \| Camp Nou Sarrià Mestalla Nova Creu Alta La Romareda \| | \| Camp Nou Sarrià Mestalla Nova Creu Alta La Romareda \| |
|                                                     | \| Camp Nou Sarrià Mestalla Nova Creu Alta La Romareda \| | \| Camp Nou Sarrià Mestalla Nova Creu Alta La Romareda \| |
| Camp Nou Sarrià Mestalla Nova Creu Alta La Romareda |                                                           |                                                           |

## Compétition

### Premier tour

#### Groupe A
|   |            | Pts | J | G | N | P | Bp | Bc |
| - | ---------- | --- | - | - | - | - | -- | -- |
| 1 | Pologne    | 5   | 3 | 2 | 1 | 0 | 7  | 2  |
| 2 | Italie     | 4   | 3 | 2 | 0 | 1 | 3  | 4  |
| 3 | États-Unis | 3   | 3 | 1 | 1 | 1 | 6  | 5  |
| 4 | Koweït     | 0   | 3 | 0 | 0 | 3 | 1  | 6  |

1re journée
| 24 juillet 1992 18:00 | Italie                    | 2–1 | États-Unis | Camp Nou, Barcelone                              |                                                  |
|                       | Melli 15e · Albertini 22e |     | Moore 65e  | Spectateurs : 18 000 Arbitrage : Díaz Vega (ESP) | Spectateurs : 18 000 Arbitrage : Díaz Vega (ESP) |
|                       | Report                    |     |            | Spectateurs : 18 000 Arbitrage : Díaz Vega (ESP) | Spectateurs : 18 000 Arbitrage : Díaz Vega (ESP) |

| 24 juillet 1992 20:00 | Pologne           | 2–0 | Koweït | Stade de La Romareda, Saragosse               |                                               |
|                       | Juskowiak 7e, 80e |     |        | Spectateurs : 2 000 Arbitrage : Escobar (PAR) | Spectateurs : 2 000 Arbitrage : Escobar (PAR) |
|                       | Report            |     |        | Spectateurs : 2 000 Arbitrage : Escobar (PAR) | Spectateurs : 2 000 Arbitrage : Escobar (PAR) |

2e journée
| 27 juillet 1992 19:00 | États-Unis                       | 3–1 | Koweït         | Stade de La Romareda, Saragosse                 |                                                 |
|                       | Brose 56e · Lagos 79e · Snow 85e |     | Al-Hadiyah 16e | Spectateurs : 4 500 Arbitrage : Kee Chong (MRI) | Spectateurs : 4 500 Arbitrage : Kee Chong (MRI) |
|                       | Report                           |     |                | Spectateurs : 4 500 Arbitrage : Kee Chong (MRI) | Spectateurs : 4 500 Arbitrage : Kee Chong (MRI) |

| 27 juillet 1992 21:00 | Italie | 0–3 | Pologne                                     | Estadi de Sarrià, Barcelone                |                                            |
|                       |        |     | Juskowiak 5e · Staniek 48e · Mielcarski 90e | Spectateurs : 15 000 Arbitrage : Don (ENG) | Spectateurs : 15 000 Arbitrage : Don (ENG) |
|                       | Report |     |                                             | Spectateurs : 15 000 Arbitrage : Don (ENG) | Spectateurs : 15 000 Arbitrage : Don (ENG) |

3e journée
| 29 juillet 1992 19:00 | États-Unis           | 2–2 | Pologne                       | Stade de La Romareda, Saragosse                 |                                                 |
|                       | Imler 20e · Snow 85e |     | Koźmiński 31e · Juskowiak 40e | Spectateurs : 3 000 Arbitrage : Kee Chong (MRI) | Spectateurs : 3 000 Arbitrage : Kee Chong (MRI) |
|                       | Report               |     |                               | Spectateurs : 3 000 Arbitrage : Kee Chong (MRI) | Spectateurs : 3 000 Arbitrage : Kee Chong (MRI) |

| 29 juillet 1992 21:00 | Italie    | 1–0 | Koweït | Estadi de Sarrià, Barcelone                         |                                                     |
|                       | Melli 10e |     |        | Spectateurs : 8 000 Arbitrage : Brizio Carter (MEX) | Spectateurs : 8 000 Arbitrage : Brizio Carter (MEX) |
|                       | Report    |     |        | Spectateurs : 8 000 Arbitrage : Brizio Carter (MEX) | Spectateurs : 8 000 Arbitrage : Brizio Carter (MEX) |

#### Groupe B
|   |          | Pts | J | G | N | P | Bp | Bc |
| - | -------- | --- | - | - | - | - | -- | -- |
| 1 | Espagne  | 9   | 3 | 3 | 0 | 0 | 8  | 0  |
| 2 | Qatar    | 4   | 3 | 1 | 1 | 1 | 2  | 3  |
| 3 | Égypte   | 3   | 3 | 1 | 0 | 2 | 4  | 6  |
| 4 | Colombie | 1   | 3 | 0 | 1 | 2 | 4  | 9  |

1re journée
| 24 juillet 1992 21:00 | Espagne                                                  | 4–0 | Colombie | Estadio de Mestalla, Valence                |                                             |
|                       | Guardiola 10e · Kiko 37e · Berges 41e · Luis Enrique 69e |     |          | Spectateurs : 18 000 Arbitrage : Merk (GER) | Spectateurs : 18 000 Arbitrage : Merk (GER) |
|                       | Report                                                   |     |          | Spectateurs : 18 000 Arbitrage : Merk (GER) | Spectateurs : 18 000 Arbitrage : Merk (GER) |

| 24 juillet 1992 20:00 | Égypte | 0–1 | Qatar         | Estadio Nova Creu Alta, Sabadell          |                                           |
|                       |        |     | Noorallah 74e | Spectateurs : 2 000 Arbitrage : Don (ENG) | Spectateurs : 2 000 Arbitrage : Don (ENG) |
|                       | Report |     |               | Spectateurs : 2 000 Arbitrage : Don (ENG) | Spectateurs : 2 000 Arbitrage : Don (ENG) |

2e journée
| 27 juillet 1992 21:00 | Espagne                   | 2–0 | Égypte | Estadio de Mestalla, Valence                                     |                                                                  |
|                       | Solozábal 55e · Soler 70e |     |        | Spectateurs : 15 000 Arbitrage : Márcio Rezende de Freitas (BRA) | Spectateurs : 15 000 Arbitrage : Márcio Rezende de Freitas (BRA) |
|                       | Report                    |     |        | Spectateurs : 15 000 Arbitrage : Márcio Rezende de Freitas (BRA) | Spectateurs : 15 000 Arbitrage : Márcio Rezende de Freitas (BRA) |

| 27 juillet 1992 19:00 | Colombie        | 1–1 | Qatar     | Estadio Nova Creu Alta, Sabadell                    |                                                     |
|                       | Aristizábal 62e |     | Soufi 89e | Spectateurs : 2 000 Arbitrage : Brizio Carter (MEX) | Spectateurs : 2 000 Arbitrage : Brizio Carter (MEX) |
|                       | Report          |     |           | Spectateurs : 2 000 Arbitrage : Brizio Carter (MEX) | Spectateurs : 2 000 Arbitrage : Brizio Carter (MEX) |

3e journée
| 29 juillet 1992 21:00 | Espagne                | 2–0 | Qatar | Estadio de Mestalla, Valence                   |                                                |
|                       | Alfonso 40e · Kiko 60e |     |       | Spectateurs : 19 300 Arbitrage : Angeles (USA) | Spectateurs : 19 300 Arbitrage : Angeles (USA) |
|                       | Report                 |     |       | Spectateurs : 19 300 Arbitrage : Angeles (USA) | Spectateurs : 19 300 Arbitrage : Angeles (USA) |

| 29 juillet 1992 19:00 | Colombie                      | 3–4 | Égypte                                            | Estadio Nova Creu Alta, Sabadell              |                                               |
|                       | Gaviria 9e, 84e · Pacheco 14e |     | Abdelrazik 27e · El-Masry 47e · Khashaba 91e, 94e | Spectateurs : 4 500 Arbitrage : Bujsaim (UAE) | Spectateurs : 4 500 Arbitrage : Bujsaim (UAE) |
|                       | Report                        |     |                                                   | Spectateurs : 4 500 Arbitrage : Bujsaim (UAE) | Spectateurs : 4 500 Arbitrage : Bujsaim (UAE) |

#### Groupe C
|   |              | Pts | J | G | N | P | Bp | Bc |
| - | ------------ | --- | - | - | - | - | -- | -- |
| 1 | Suède        | 4   | 3 | 1 | 2 | 0 | 5  | 1  |
| 2 | Paraguay     | 4   | 3 | 1 | 2 | 0 | 3  | 1  |
| 3 | Corée du Sud | 3   | 3 | 0 | 3 | 0 | 2  | 2  |
| 4 | Maroc        | 1   | 3 | 0 | 1 | 2 | 2  | 8  |

1re journée
| 26 juillet 1992 21:00 | Suède  | 0–0 | Paraguay | Estadi de Sarrià, Barcelone                    |
|                       |        |     |          | Spectateurs : 15 000 Arbitrage : Spassov (BUL) |
|                       | Report |     |          |                                                |

| 26 juillet 1992 21:00 | Maroc     | 1–1 | Corée du Sud        | Estadio de Mestalla, Valence                  |                                               |
|                       | Bahja 64e |     | Jung Kwang-Seok 73e | Spectateurs : 2 000 Arbitrage : Angeles (USA) | Spectateurs : 2 000 Arbitrage : Angeles (USA) |
|                       | Report    |     |                     | Spectateurs : 2 000 Arbitrage : Angeles (USA) | Spectateurs : 2 000 Arbitrage : Angeles (USA) |

2e journée
| 28 juillet 1992 19:00 | Suède                                     | 4–0 | Maroc | Estadio Nova Creu Alta, Sabadell                    |                                                     |
|                       | Brolin 14e, 69e · Mild 20e · Rödlund 57e' |     |       | Spectateurs : 5 000 Arbitrage : Torres Cadena (COL) | Spectateurs : 5 000 Arbitrage : Torres Cadena (COL) |
|                       | Report                                    |     |       | Spectateurs : 5 000 Arbitrage : Torres Cadena (COL) | Spectateurs : 5 000 Arbitrage : Torres Cadena (COL) |

| 28 juillet 1992 21:00 | Paraguay | 0–0 | Corée du Sud | Estadio de Mestalla, Valence                 |
|                       |          |     |              | Spectateurs : 2 000 Arbitrage : Sendid (ALG) |
|                       | Report   |     |              |                                              |

3e journée
| 30 juillet 1992 21:00 | Suède       | 1–1 | Corée du Sud     | Estadi de Sarrià, Barcelone                      |                                                  |
|                       | Rödlund 52e |     | Seo Jung-won 28e | Spectateurs : 12 000 Arbitrage : Díaz Vega (ESP) | Spectateurs : 12 000 Arbitrage : Díaz Vega (ESP) |
|                       | Report      |     |                  | Spectateurs : 12 000 Arbitrage : Díaz Vega (ESP) | Spectateurs : 12 000 Arbitrage : Díaz Vega (ESP) |

| 30 juillet 1992 21:00 | Paraguay                               | 3–1 | Maroc      | Estadio de Mestalla, Valence               |                                            |
|                       | Arce 43e · Caballero 57e · Gamarra 70e |     | Naybet 87e | Spectateurs : 2 000 Arbitrage : Merk (GER) | Spectateurs : 2 000 Arbitrage : Merk (GER) |
|                       | Report                                 |     |            | Spectateurs : 2 000 Arbitrage : Merk (GER) | Spectateurs : 2 000 Arbitrage : Merk (GER) |

#### Groupe D
|   |           | Pts | J | G | N | P | Bp | Bc |
| - | --------- | --- | - | - | - | - | -- | -- |
| 1 | Ghana     | 4   | 3 | 1 | 2 | 0 | 4  | 2  |
| 2 | Australie | 3   | 3 | 1 | 1 | 1 | 5  | 4  |
| 3 | Mexique   | 3   | 3 | 0 | 3 | 0 | 3  | 3  |
| 4 | Danemark  | 2   | 3 | 0 | 2 | 1 | 1  | 4  |

1re journée
| 26 juillet 1992 19:00 | Danemark    | 1–1 | Mexique            | Stade de La Romareda, Saragosse              |                                              |
|                       | Thomsen 85e |     | Rottlán 39e (pen.) | Spectateurs : 8 000 Arbitrage : Baldas (ITA) | Spectateurs : 8 000 Arbitrage : Baldas (ITA) |
|                       | Report      |     |                    | Spectateurs : 8 000 Arbitrage : Baldas (ITA) | Spectateurs : 8 000 Arbitrage : Baldas (ITA) |

| 26 juillet 1992 19:00 | Ghana                     | 3–1 | Australie  | Estadio Nova Creu Alta, Sabadell              |                                               |
|                       | Gargo 12e · Ayew 83e, 89e |     | Vidmar 91e | Spectateurs : 4 000 Arbitrage : Bujsaim (UAE) | Spectateurs : 4 000 Arbitrage : Bujsaim (UAE) |
|                       | Report                    |     |            | Spectateurs : 4 000 Arbitrage : Bujsaim (UAE) | Spectateurs : 4 000 Arbitrage : Bujsaim (UAE) |

2e journée
| 28 juillet 1992 19:00 | Danemark | 0–0 | Ghana | Stade de La Romareda, Saragosse               |
|                       |          |     |       | Spectateurs : 5 000 Arbitrage : Escobar (PAR) |
|                       | Report   |     |       |                                               |

| 28 juillet 1992 21:00 | Mexique       | 1–1 | Australie     | Estadi de Sarrià, Barcelone                  |                                              |
|                       | Castañeda 63e |     | Arambasic 20e | Spectateurs : 10 000 Arbitrage : Tachi (JPN) | Spectateurs : 10 000 Arbitrage : Tachi (JPN) |
|                       | Report        |     |               | Spectateurs : 10 000 Arbitrage : Tachi (JPN) | Spectateurs : 10 000 Arbitrage : Tachi (JPN) |

3e journée
| 30 juillet 1992 19:00 | Danemark | 0–3 | Australie                             | Stade de La Romareda, Saragosse              |                                              |
|                       |          |     | Markovski 32e · Mori 60e · Vidmar 75e | Spectateurs : 3 000 Arbitrage : Baldas (ITA) | Spectateurs : 3 000 Arbitrage : Baldas (ITA) |
|                       | Report   |     |                                       | Spectateurs : 3 000 Arbitrage : Baldas (ITA) | Spectateurs : 3 000 Arbitrage : Baldas (ITA) |

| 30 juillet 1992 19:00 | Mexique     | 1–1 | Ghana    | Estadio Nova Creu Alta, Sabadell                    |                                                     |
|                       | Rottlán 30e |     | Ayew 79e | Spectateurs : 6 000 Arbitrage : Torres Cadena (COL) | Spectateurs : 6 000 Arbitrage : Torres Cadena (COL) |
|                       | Report      |     |          | Spectateurs : 6 000 Arbitrage : Torres Cadena (COL) | Spectateurs : 6 000 Arbitrage : Torres Cadena (COL) |

### Quarts de finale
| 1er août 1992 19:00 | Espagne  | 1–0 | Italie | Estadio de Mestalla, Valence                                     |                                                                  |
|                     | Kiko 38e |     |        | Spectateurs : 32 000 Arbitrage : Márcio Rezende de Freitas (BRA) | Spectateurs : 32 000 Arbitrage : Márcio Rezende de Freitas (BRA) |
|                     | Report   |     |        | Spectateurs : 32 000 Arbitrage : Márcio Rezende de Freitas (BRA) | Spectateurs : 32 000 Arbitrage : Márcio Rezende de Freitas (BRA) |

| 1er août 1992 21:30 | Pologne                     | 2–0 | Qatar | Camp Nou, Barcelone                           |                                               |
|                     | Kowalczyk 42e · Jałocha 74e |     |       | Spectateurs : 25 000 Arbitrage : Sendid (ALG) | Spectateurs : 25 000 Arbitrage : Sendid (ALG) |
|                     | Report                      |     |       | Spectateurs : 25 000 Arbitrage : Sendid (ALG) | Spectateurs : 25 000 Arbitrage : Sendid (ALG) |

| 2 août 1992 19:00 | Paraguay                          | 2–4 (AP) | Ghana                             | Stade de La Romareda, Saragosse                |                                                |
|                   | Acheampong 78e (csc) · Campos 81e |          | Ayew 17e, 55e, 121e · Rahman 114e | Spectateurs : 10 000 Arbitrage : Bujsaim (UAE) | Spectateurs : 10 000 Arbitrage : Bujsaim (UAE) |
|                   | Report                            |          |                                   | Spectateurs : 10 000 Arbitrage : Bujsaim (UAE) | Spectateurs : 10 000 Arbitrage : Bujsaim (UAE) |

| 2 août 1992 21:30 | Suède         | 1–2 | Australie                  | Camp Nou, Barcelone                                  |                                                      |
|                   | Andersson 60e |     | Markovski 30e · Murphy 53e | Spectateurs : 30 000 Arbitrage : Brizio Carter (MEX) | Spectateurs : 30 000 Arbitrage : Brizio Carter (MEX) |
|                   | Report        |     |                            | Spectateurs : 30 000 Arbitrage : Brizio Carter (MEX) | Spectateurs : 30 000 Arbitrage : Brizio Carter (MEX) |

### Demi-finales
| 5 août 1992 19:00 | Espagne                   | 2–0 | Ghana | Estadio de Mestalla, Valence                         |                                                      |
|                   | Abelardo 25e · Berges 55e |     |       | Spectateurs : 15 000 Arbitrage : Brizio Carter (MEX) | Spectateurs : 15 000 Arbitrage : Brizio Carter (MEX) |
|                   | Report                    |     |       | Spectateurs : 15 000 Arbitrage : Brizio Carter (MEX) | Spectateurs : 15 000 Arbitrage : Brizio Carter (MEX) |

| 5 août 1992 21:30 | Pologne                                                         | 6–1 | Australie | Camp Nou, Barcelone                                              |                                                                  |
|                   | Kowalczyk 27e, 88e · Juskowiak 43e, 52e, 78e · Murphy 67e (csc) |     | Veart 35e | Spectateurs : 45 000 Arbitrage : Márcio Rezende de Freitas (BRA) | Spectateurs : 45 000 Arbitrage : Márcio Rezende de Freitas (BRA) |
|                   | Report                                                          |     |           | Spectateurs : 45 000 Arbitrage : Márcio Rezende de Freitas (BRA) | Spectateurs : 45 000 Arbitrage : Márcio Rezende de Freitas (BRA) |

### Finale pour la médaille de bronze
| 7 août 1992 20:00 | Australie | 0–1 | Ghana     | Camp Nou, Barcelone                        |                                            |
|                   |           |     | Asare 19e | Spectateurs : 15 000 Arbitrage : Díaz Vega | Spectateurs : 15 000 Arbitrage : Díaz Vega |
|                   | Report    |     |           | Spectateurs : 15 000 Arbitrage : Díaz Vega | Spectateurs : 15 000 Arbitrage : Díaz Vega |

### Finale
| 8 août 1992 20:00 GMT | Pologne                     | 2-3 | Espagne                            | Camp Nou, Barcelone            |                                |
|                       | Kowalczyk 46e · Staniek 75e |     | 65e Abelardo · 70e Kiko · 90e Kiko | Arbitrage : José Torres Cadena | Arbitrage : José Torres Cadena |

## Médaillés
| Or | Argent | Bronze |
| Espagne | Pologne | Ghana |
| José Emilio Amavisca Rafael Berges Santiago Cañizares Abelardo Fernández Albert Ferrer Josep Guardiola Miguel Hernández Toni Jiménez Mikel Lasa Juan Manuel López Javier Manjarín Luis Enrique Kiko Alfonso Pérez Antonio Pinilla Francisco Soler Atencia Gabriel Vidal Roberto Solozábal David Villabona Francisco Veza Entraîneur : Vicente Miera | Dariusz Adamczuk Marek Bajor Jerzy Brzęczek Marek Koźmiński Dariusz Gęsior Marcin Jałocha Tomasz Łapiński Tomasz Wałdoch Aleksander Kłak Andrzej Kobylański Ryszard Staniek Wojciech Kowalczyk Andrzej Juskowiak Grzegorz Mielcarski Piotr Świerczewski Mirosław Walogóra Dariusz Kosela Arkadiusz Onyszko Dariusz Szubert Tomasz Wieszczycki Entraîneur : Janusz Wójcik | Joachim Yaw Acheampong Simon Addo Sammi Adjei Maxwell Konadu Mamood Amadu Isaac Asare Frank Amankwah Nii Lamptey Bernard Aryee Kwame Ayew Mohammed Gargo Mohammed Dramani Kalilu Ibrahim Dossey Samuel Osei Kuffour Samuel Kumah Anthony Mensah Alex Nyarko Yaw Preko Shamo Quaye Oli Rahman Entraîneur : Sam Arday |

## Buteurs
7 buts
- Andrzej Juskowiak

6 buts
- Kwame Ayew

5 buts
- Kiko

4 buts
- Wojciech Kowalczyk

2 buts
| - Tony Vidmar - John Markovski - Hernán Gaviria - Hady Khashaba | - Alessandro Melli - Francisco Rotllán - Ryszard Staniek - Abelardo | - Rafael Berges - Jonny Rödlund - Thomas Brolin - Steve Snow |

1 but
| - Carl Veart - Damian Mori - Shaun Murphy - Zlatko Arambasic - Víctor Aristizábal - Víctor Pacheco - Claus Thomsen - Ibrahim El-Masry - Mohamed Youssef - Isaac Asare - Mohammed Gargo - Oli Rahman - Demetrio Albertini | - Jung Kwang-seok - Seo Jung-won - Ali Marwi - Jorge Castañeda - Ahmed Bahja - Noureddine Naybet - Carlos Gamarra - Francisco Arce - Jorge Campos - Mauro Caballero - Grzegorz Mielcarski - Marcin Jałocha - Marek Koźmiński | - Mahmoud Soufi - Mubarak Mustafa - Alfonso - Paco Soler - Pep Guardiola - Luis Enrique - Roberto Solozábal - Håkan Mild - Patrik Andersson - Dario Brose - Erik Imler - Joe-Max Moore - Manuel Lagos |

Buts contre son camp
- Shaun Murphy
- Joachim Yaw Acheampong